# Lužná u Boru

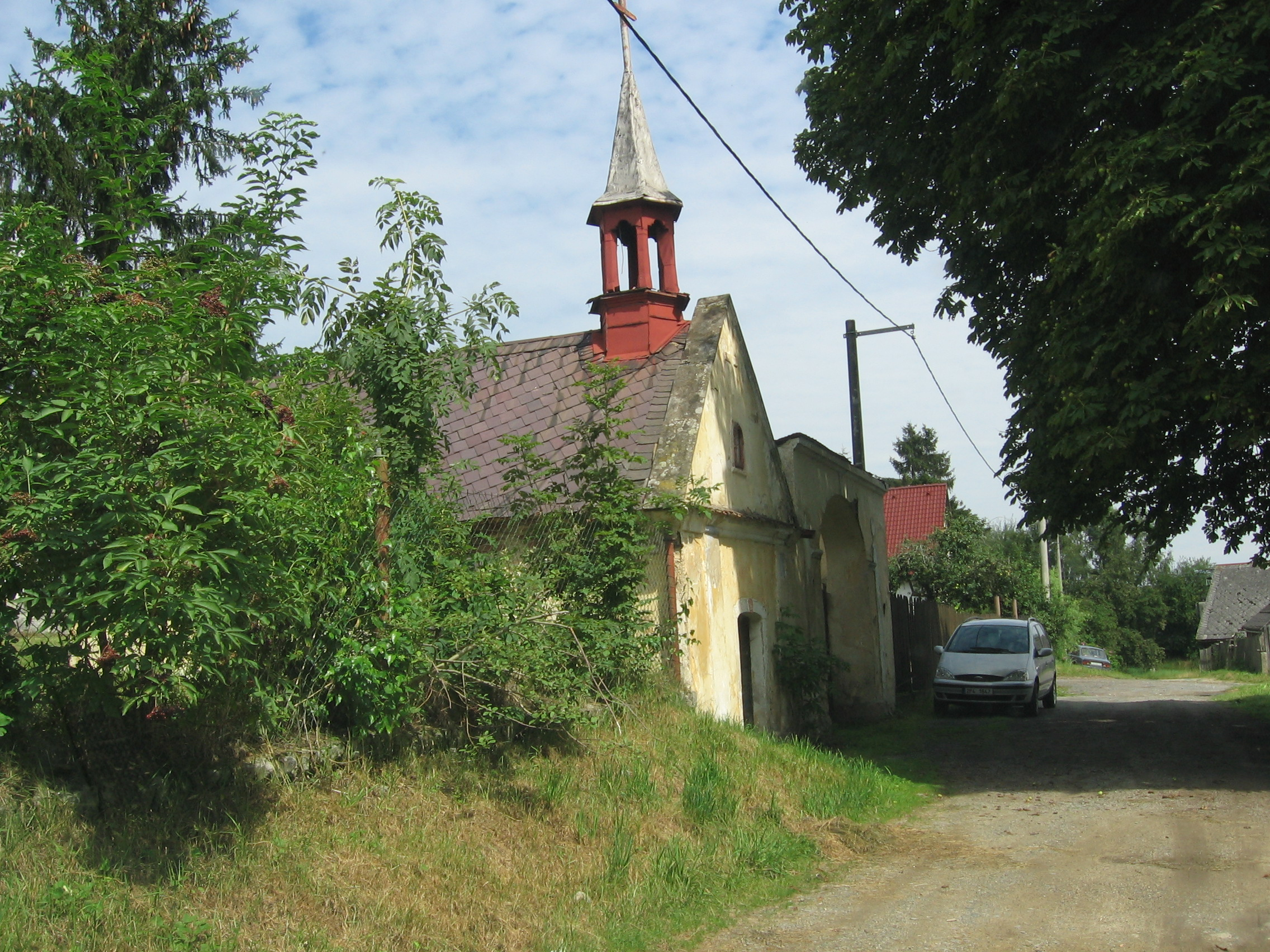
Kreiner-Kapelle in Lusen (Hausnummer 8)

Lužná (deutsch Lusen) ist ein Ortsteil der Stadt Bor (Haid) in Tschechien. 

## Geschichte
In Urkunden des Klosters Kladrau wird Lusen 1115, 1186 und 1239 erwähnt. 1379 gehörte laut dem Bernaregister schon ein Teil von „Luzan“ den Schwanbergern auf Mutzken, wenig später zur Herrschaft Haid. 1409 und 1410 taucht „in willa Luczny“ auf, im Protestantenverzeichnis von 1651 heißt es erstmals Lusen.
Der Ort zählte 1654 neun Bauern und fünf Chalupneranwesen, 1788 und 1838 standen in Lusen 23 Häuser. Im Jahre 1930 lebten hier 136 deutsche Einwohner in 27 Häusern.
Nach dem Münchner Abkommen wurde der Ort dem Deutschen Reich zugeschlagen und gehörte bis 1945 zum Landkreis Tachau.
Am 2. Mai 1945 zogen die Amerikaner kampflos in Lusen ein. Als im Herbst 1946 der letzte Deutsche den Ort verlassen musste, waren fast alle Höfe von Tschechen besetzt. 1991 hatte der Ort 23 Einwohner. Seit 1998 lebt in Lužná auch eine deutsche Familie.  Im Jahre 2001 bestand das Dorf aus 11 Wohnhäusern, in denen 27 Menschen lebten.

## Kirche
Kirchlich gehörte Lusen seit jeher zur Pfarrei Haid. Eine kleine Kapelle, die sogenannte Kreiner-Kapelle befindet sich in der Hausnummer 8 (Hofname Schwarz). Sie wurde 1842 von Stephan Kreiner erbaut. Das kleine Gotteshaus diente in der zweiten Hälfte des 20. Jahrhunderts als Abstellraum. Im Jahre 2012 begann die Renovierung.

## Gewerbe
Im Gehöft Nr. 7, das bis zum Jahr 1998 als Wohnhaus mit kleinerem Tierbestand genutzt wurde, hielt eine Schäferei Einzug. Die Schafhaltung findet in der Wanderhaltung statt und ist im Plzeňský kraj die einzige ihrer Art. Des Weiteren befindet sich in dem neu gegründeten landwirtschaftlichen Betrieb auch eine Pferdezucht.